# Jämtön
Jämtön es una localidad perteneciente al municipio de Luleå, condado de Norbotnia, provincia de Norbotnia, Suecia.

## Superficie
Cuenta con una superficie de 0,7800 kilómetros cuadrados.

## Demografía
Hasta 2020 la población era de 206 habitantes, con una densidad de población de 264,1 habitantes por kilómetro cuadrado. Con una estructura demográfica conformada por 104 hombres que representan el 50,5% y 102 mujeres para un 49,5% de la población total. De estos, el 25,2% corresponden a menores de edad y personas de 0-19 años, 50% a personas entre 20-64 años y el 24,8% a personas de 65 o más años.
| Gráfica de evolución demográfica de Jämtön entre 1990 y 2020 |
|                                                              |
| Datos según la Oficina Central de Estadísticas de Suecia.    |